# The-Dream
The-Dream, pseudonimo di Terius Adamu Ya Gesteelde-Diamant, nato Terius Youngdell Nash (Rockingham, 20 settembre 1977), è un cantautore e produttore discografico statunitense.

## Biografia
Nato nella Carolina del Nord, è stato cresciuto dalla madre, Reva Nash, sino alla morte di quest'ultima avvenuta quando lui aveva tre anni. Terius quindi è stato trasferito ad Atlanta, dove è stato allevato dal nonno.
La sua carriera è iniziata nel 2001, anno in cui ha incontrato il produttore Laney Stewart, che gli ha proposto di collaborare con i B2K per l'album Pandemonium!.
Con lo pseudonimo The-Dream ha quindi lavorato con Britney Spears (Me Against the Music), Nivea (Complicated) e altri artisti. Nel 2007, insieme a Tricky Stewart, coproduce la hit Umbrella di Rihanna.
In altre occasioni ha collaborato con Christopher "Tricky" Stewart.
Nel 2007 firma un contratto con la Def Jam Recordings e inizia a lavorare al suo album discografico di debutto Love Hate, pubblicato nel dicembre dello stesso anno.
Nel giugno 2008 riceve una candidatura ai BET Awards come "best new artist".
Nel marzo 2009 pubblica il suo secondo disco Love vs. Money, che vanta collaborazioni con Mariah Carey, Lil Jon e Kanye West. 
Nel giugno 2010 è la volta del terzo disco in studio chiamato Love King.
Nel dicembre 2012 pubblica Terius Nash: 1977, mentre nel maggio 2013 è la volta di IV Play, a cui collaborano Big Sean, Jay-Z, Beyoncé, 2 Chainz, Kelly Rowland e Fabolous tra gli altri.
Già padre di tre figli avuti da una precedente relazione,nel 2010 diventa padre per la quarta volta di Violet avuto da Cristina Milian,i due divorziano nel 2011.

## Collaborazioni
Nel suo lavoro di autore e produttore ha collaborato, oltre che con gli artisti già citati, anche con Tinashe, J. Holiday, Usher, Mariah Carey, Jesse McCartney, Mary J. Blige, Diddy, Brandy, Beyoncé, Ciara e Christina Milian.
Da interprete può vantare importanti collaborazioni come quelle con LL Cool J, Plies, Gym Class Heroes, Rick Ross, Jamie Foxx, Jadakiss e Dear Jayne.

## Discografia
Album in studio
- 2007 - Love Hate
- 2009 - Love vs. Money
- 2010 - Love King
- 2012 - Terius Nash: 1977
- 2013 - IV Play
- 2016 - Genesis
- 2018 - Ménage à Trois: Sextape Vol. 1, 2, 3
- 2020 - Sextape 4